# Democracy – Im Rausch der Daten
Democracy – Im Rausch der Daten (Alternativtitel: Im Rausch der Daten – Netz und Demokratie; Fernsehtitel der gekürzten Fassung: Im Rausch der Daten) ist ein deutscher Dokumentarfilm über die Rechtsetzung der Europäischen Union von David Bernet aus dem Jahr 2015.

## Inhalt
Der Dokumentarfilm begleitet die Entstehung der Datenschutz-Grundverordnung der Europäischen Union. Der Film begleitet dabei den Abgeordneten des Europäischen Parlaments Jan Philipp Albrecht und die damalige Vizepräsidentin der Europäischen Kommission und Kommissarin für Justiz, Grundrechte und Bürgerschaft Viviane Reding, die sich um die Umsetzung stärkeren Datenschutzes zur informationellen Selbstbestimmung bemühen.

## Produktion
Die Produktion fand unter Zusammenarbeit mit den betreffenden Institutionen der Europäischen Union statt. Die Filmemacher waren „das erste Film-Team in der Geschichte der EU, das sich während Rats-Sitzungen frei durch den Raum bewegen“ und „Hinterzimmer-Verhandlungen zwischen Rat und Kommission drehen [konnte]“.

## Rezeption

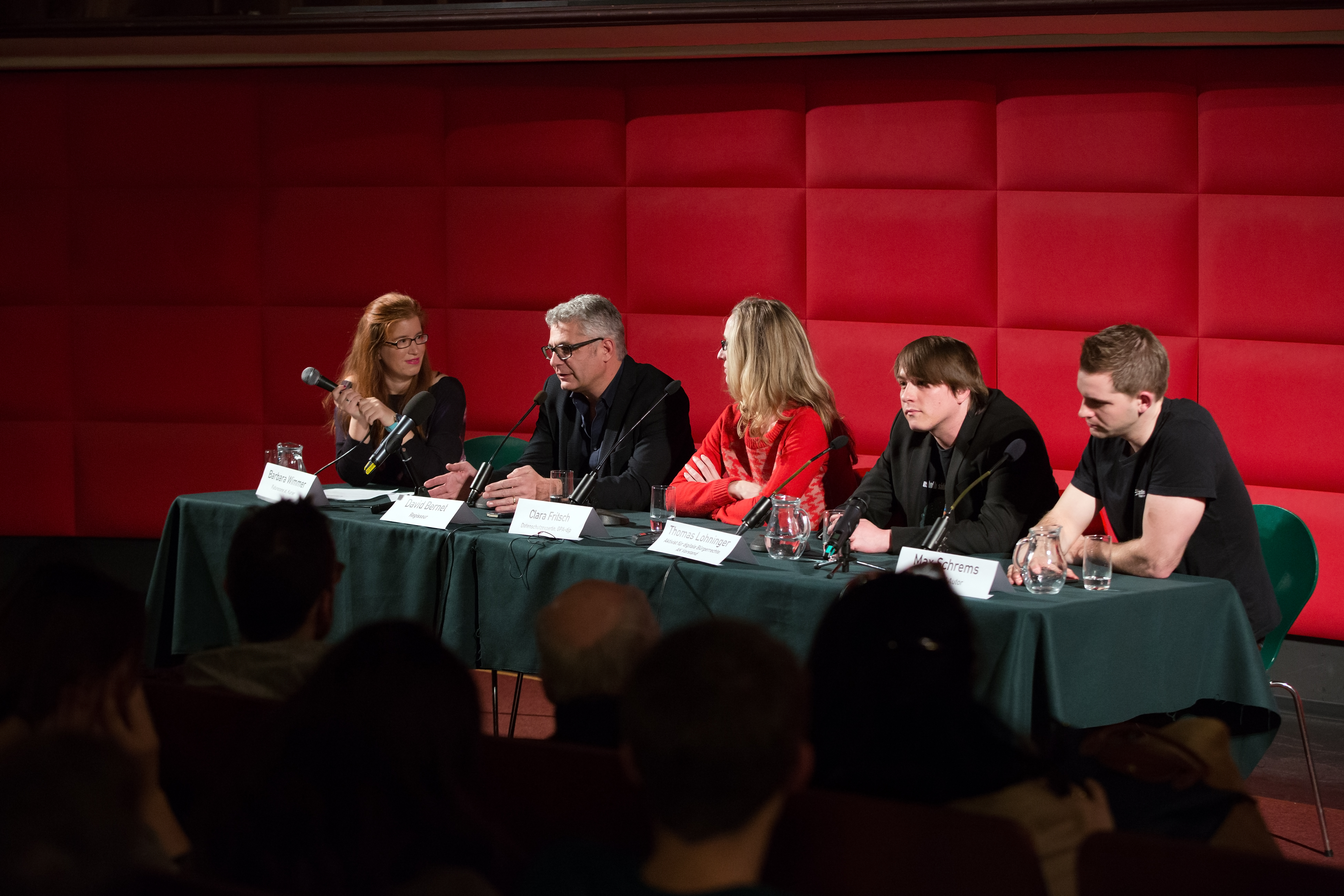
Publikumsdiskussion mit Regisseur David Bernet (2.v.l.) anlässlich der Österreichpremiere (2016)

Die Deutsche Film- und Medienbewertung (FBW) vergab das Prädikat „besonders wertvoll“: Der Film sei ein „hochinformativer, spannender und lehrreicher Dokumentarfilm über ein brandaktuelles Thema, das uns alle angeht“ sowie „ein dokumentarisches Meisterstück“. Der Filmdienst urteilte, der „packende, formal ambitionierte Dokumentarfilm“ zeichne den Beschluss für einen Entwurf für ein Datenschutzgesetz mit „bewundernswerter Klarheit und großer innerer Spannung“ nach. Zudem plädiere er „nachdrücklich für eine europäische Gesetzgebung als Regulativ gegenüber nationalen Egoismen sowie der Dominanz reiner Zweckrationalität“.
Der Film wurde 2017 mit dem Deutschen Dokumentarfilmpreis ausgezeichnet.